# Bathycallionymus kaianus
Bathycallionymus kaianus är en fiskart som först beskrevs av Günther, 1880.  Bathycallionymus kaianus ingår i släktet Bathycallionymus och familjen sjökocksfiskar. Inga underarter finns listade.